# Einsatzflottille 1
L'Einsatzflottille 1 (abrégé EinsFltl 1 ou EF 1) est l'une des trois forces navales de la taille d'une brigade de la marine allemande, avec l'Einsatzflottille 2 et la Marineflieger. Elle est basée à Wilhelmshaven, en Basse-Saxe, et est subordonnée au Marinekommando, basé à Rostock.

## Histoire

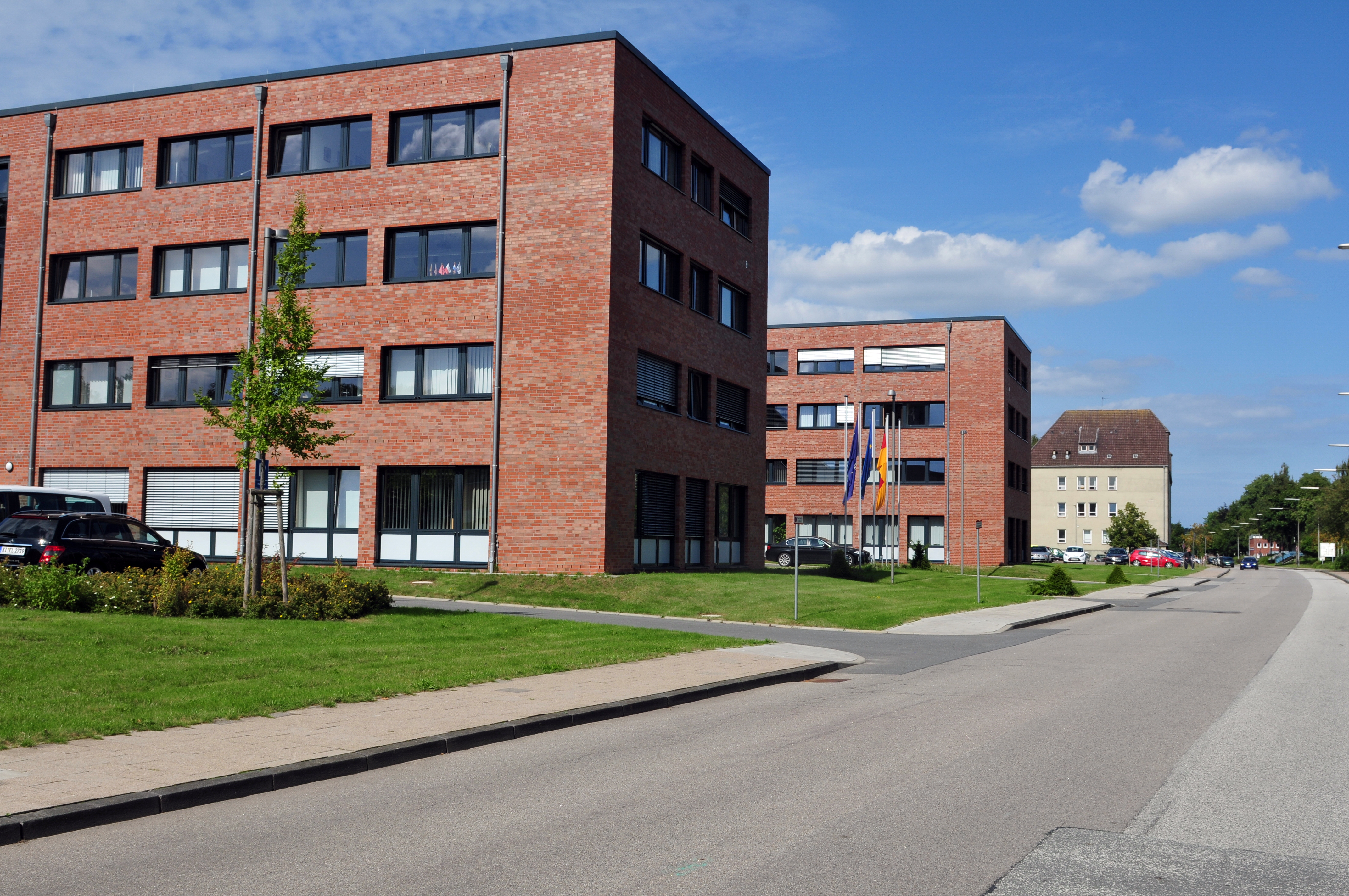
Bâtiment du personnel de lEinsatzflottille 1.

L'Einsatzflottille 1 est créée le 29 juin 2006 dans le cadre d'une importante réorganisation de la flotte, résultant de la fusion de la Schnellbootflottille, l'Ubootflottille et la Flottille der Minenstreitkräfte. Cette refonte réunit la totalité des navires d'attaques rapides, dragueurs de mines et sous-marins de la marine allemande sous une seule organisation. Les cinq corvettes de la classe Braunschweig sont intégrées à la flottille à partir de 2008. En 2012, l'EF 1 est stationné dans la mer Baltique. Le 27 septembre 2016, le 5e Minensuchgeschwader, qui faisait autrefois partie de l'Einsatzflottille 1, est dissout à Kiel et remplacé par l'Unterstützungsgeschwader (escadron de soutien). Le 16 novembre 2016, le 7e Schnellbootgeschwader de Warnemünde est également dissout,.

## Commandants
| N° | Nom                                     | Prise de commandement | Fin de commandement |
| -- | --------------------------------------- | --------------------- | ------------------- |
| 7  | Amiral de flottille Henning Faltin      | 15 septembre 2021     | en cours            |
| 6  | Amiral de flottille Christian Bock      | 19 avril 2018         | 15 septembre 2021   |
| 5  | Amiral de flottille Jan Christian Kaack | 24 avril 2015         | 19 avril 2018       |
| 4  | Amiral de flottille Jean Martens        | 1er mai 2013          | 24 avril 2015       |
| 3  | Amiral de flottille Thomas Jugel        | 1er avril 2010        | 30 avril 2013       |
| 2  | Amiral de flottille Rainer Brinkmann    | 1er octobre 2008      | 31 mars 2010        |
| 1. | Amiral de la flottille Andreas Krause   | 29 juin 2006          | 30 septembre 2008   |